# 第5屆香港電影金像獎
第5屆香港電影金像獎（英語：5th Hong Kong Film Awards）由電影雙周刊主辦，於1986年4月6日晚上八时在香港麗晶酒店大禮堂舉行，由柯达赞助，俞琤担任司仪。

## 评选机制
本届金像奖由李翰祥担任评选团主席，经由报章杂志影评人初选，最高分之前四、五名获选提名，复选工作由电影专业人士、影评人、文化界人士共二十四人组成。

## 提名及獲獎名單
以下為此屆香港電影金像獎的提名及獲獎名單。

### 十大華語片
1. 《黃土地》
2. 《殭屍先生》
3. 《小畢的故事》
4. 《油麻菜籽》
5. 《女人心》
6. 《警察故事》
7. 《非法移民》
8. 《我這樣過了一生》
9. 《龍的心》
10. 《錯點鴛鴦》

### 十大外語片
1. 《开罗紫玫瑰》
2. 《莫札特傳》
3. 《細雪》
4. 《戰火屠城》
5. 《卡門（英语：Carmen (1983 film)）》
6. 《喜劇之王》
7. /  / 《芬妮和亚历山大》
8. 《印度之旅》
9. 《回到未來》
10. 《终结者》

## 獎項統計
| 數目 | 電影名稱                                                                     |
| 獲獎 |                                                                              |
| 2    | 警察故事、錯點鴛鴦、何必有我？、女人風情話、生死線                           |
| 1    | 非法移民、皇家師姐、花街時代、平安夜、殭屍先生、龍的心                       |
| 提名 |                                                                              |
| 12   | 殭屍先生                                                                     |
| 9    | 女人心                                                                       |
| 7    | 警察故事                                                                     |
| 5    | 龍的心、1/2段情                                                              |
| 4    | 女人風情話                                                                   |
| 3    | 非法移民、錯點鴛鴦、花街時代、皇家師姐                                       |
| 2    | 法外情、何必有我？、平安夜、生死線                                           |
| 1    | 智勇三寶、再見七日情、富貴列車、愛神一號、福星高照、打工皇帝、貓頭鷹與小飛象 |

### 金像獎電影
| 電影       | 獎項                   |
| ---------- | ---------------------- |
| 警察故事   | 最佳電影、最佳動作指導 |
| 非法移民   | 最佳導演               |
| 錯點鴛鴦   | 最佳編劇、最佳女主角   |
| 何必有我？ | 最佳男主角             |
| 皇家師姐   | 最佳男配角             |
| 花街時代   | 最佳女配角             |
| 女人風情話 | 最佳新演員、最佳剪接   |
| 生死線     | 最佳攝影               |
| 平安夜     | 最佳美術指導           |
| 殭屍先生   | 最佳電影音樂           |
| 龍的心     | 最佳電影歌曲           |

## 媒体播放
- 现场直播：无线电视翡翠台

## 纪事
- 因评选团主席李翰祥认为评选团只能在影评人的提名名单内出“最佳电影”，对评选团成员不公平，大会最后临时增设“评选团大奖”，将评选团认为有资格获“最佳电影”提名的《何必有我？》、《错点鸳鸯》及《女人风情话》单独进行角逐。
- 因许冠英拒绝接受因《僵尸先生》获得的“最佳男配角”提名，大会尊重他的意愿而将提名撤销[3]。

## 外部連結
- 第五屆香港電影金像獎得獎名單新版 （页面存档备份，存于）
- 第五屆香港電影金像獎得獎名單舊版 （页面存档备份，存于）